# Wiaczesław Dacyk
Wiaczesław Walerjewicz Dacyk (ros. Вячеслав Валерьевич Дацик; ur. 13 lutego 1980 w Słańcy) – rosyjski zawodnik mieszanych sztuk walki (MMA) oraz kick-boxingu w latach 1999-2006.

## Biografia[1]
Dacyk urodził się w mieśce Słancy w obwodzie leningradzkim. Od urodzenia cierpiał na poważne schorzenie na tle psychicznym ale nie uczęszczał do szkoły o specjalnym profilu nauczania, uczył się z innymi zdrowymi dziećmi i radził sobie dobrze. Z powodu jego choroby rówieśnicy zaczepiali go i wyśmiewali więc często dochodziło między nim a innymi dziećmi do bójek. Po jednej bójce trafił do szpitala ze wstrząśnieniem mózgu. Głównie z powodu agresywnego zachowania młodego Wiaczesława wprowadzono do szkoły rutynowe patrole funkcjonariuszy. Jako nastolatek zainteresował się sztukami walki oraz podnoszeniem ciężarów ale ze względu na chorobę psychiczną miał podobne problemy co w szkole - głównie przez agresywne zachowanie i brak dyscypliny. Dacyk chciał służyć w jednostkach specjalnych ale stwierdzono u niego częściową niepoczytalność i nie dopuszczono go do stałej służby wojskowej.

## Kariera sportowa

### Mieszane sztuki walki
Dacyk w młodości trenował sztuki walki ale dopiero w 1999 roku zawodowo zaczął walczyć w MMA i kickboxingu. Swój debiut w MMA zanotował 9 kwietnia 1999 roku na turnieju M-1 MFC – World Championship przeciw w tamtym czasie mało znanemu i również debiutującemu w MMA Andrejowi Arłouskiemu. Początkowo Białorusin przeważał punktując obaleniami i technikami kończącymi ale po podniesieniu walki przez sędziego pod koniec 6 minuty pojedynku Dacyk trafił prawym prostym natychmiast nokautując Białorusina. W półfinale tego turnieju Dacyk przegrał przez poddanie z Martinem Malhasjanem. Pod koniec roku, w grudniu ponownie wystartował w turnieju organizowanym przez M-1 Global. I tym razem wygrał w pierwszym pojedynku poddając Andrieja Budnika dźwignią skrętową na staw skokowy, ale w drugim uległ przez techniczny nokaut Wadimowi Kuwatowi.
W 2000 roku i z początkiem 2001 toczył pojedynki w organizacji IAFC na turniejach Pankration Russian Championship notując bilans dwóch przegranych i jednej wygranej. W 2001 roku po początkowych dwóch wygranych pojedynkach przed czasem m.in. z Holendrem Patrickiem de Witte na gali M-1: Rosja vs reszta świata zanotował 3 przegrane pojedynki - dwukrotnie z Romanem Sawoszką. Dacyk głównie przegrywał z powodu wygłupów, chaotycznego stylu walki oraz braków w technikach parterowych (BJJ, zapasy). Kilka razy przegrywał też z powodu dyskwalifikacji m.in. za wsadzenie palca w oko przeciwnikowi czy też za nieprzepisowe ciosy oraz uderzenia po gongu. Po tej serii przegranych walk w MMA głównie skupił się na kickboxingu.
Do MMA powrócił w 2005 roku poddając Stanisława Nuszczyka. 1 czerwca 2006 roku zrewanżował się Sawoszce za dwie przegrane z 2001 roku, wygrywając z nim przez TKO na turnieju Pankration Cup. Kolejną wygraną
zanotował 23 sierpnia 2006 roku poddając duszeniem zza pleców Andrieja Kirsanowa na gali Fight Night 2.

### Kickboxing
Mniej więcej w tym samym czasie Dacyk walczył również w kickboxingu i formułach pokrewnych ale głównie przegrywał na punkty z tego samego powodu co w MMA. Przegrał m.in. z utytułowanym kickboxerem Siergiejem Gurem przez KO na turnieju BARS: Puchar Arbat - ćwierćfinały (+94 kg) w 2003 roku. W 2005 roku w formule kickjitsu zdobył tytuł mistrza wygrywając na punkty z Władysławem Polijenem.

## Poglądy
Dacyk oficjalnie przejawia poglądy neofaszystowskie. Twierdzi że Rosja powinna być tylko i wyłącznie dla „białej rasy”, a dokładniej dla Słowian. Żydzi oraz chrześcijanie byli jego zdaniem największymi wrogami Słowian. Uważał też, że Jezus Chrystus jest agentem Mosadu. Osobiście mówi o sobie, że jest synem pogańskiego bóstwa Swaroga. W czasie kariery sportowej mówił, że walczy w sportach walki by umrzeć na ringu.

## Aresztowanie
Dacyk od dłuższego czasu miał problemy z prawem. 7 lutego 2007 roku został zatrzymany w Petersburgu pod zarzutem napadu na salon z telefonami komórkowymi. W czasie dochodzenia postawiono mu i w większości udowodniono ponad 50 przestępstw związanych z kradzieżą. Według śledczych Dacyk prowadził grupę przestępczą specjalizującą się w drobnych kradzieżach na terenie całego Petersburga i okolic - głównie wybierał sklepy prowadzone przez „nie-rosjan”.
W więzieniu początkowo zachowywał się dobrze ale z czasem dawało o sobie znać jego agresywne zachowanie. W krótkim odstępie czasu Dacyk był przenoszony do kilku zakładów karnych, w tym do szpitala więziennego, gdyż wcześniej stwierdzono u niego schizofrenię, spowodowaną najprawdopodobniej urazami głowy w czasie kariery sportowej. Na początku lata w 2010 roku ponownie został przeniesiony - tym razem do szpitala psychiatrycznego który mieścił się w jednej ze wsi w obwodzie leningradzkim. Warunki w szpitalu były bardzo łagodne, m.in. pozwalano pacjentom grillować na świeżym powietrzu czy korzystać z ostrych narzędzi np. noży, siekier itp. Dacyk bez większych problemów mógł być odwiedzany przez swoich znajomych - głównie o takich samych poglądach jak on sam.

### Ucieczka i deportacja[1]
Od dłuższego czasu Dacyk planował ucieczkę z więzienia i taka szansa nadarzyła się 21 sierpnia 2010 roku. W godzinach wieczornych, gdy w towarzystwie sanitariusza wyszedł na spacer, nagle odepchnął pracownika szpitala i skierował się w stronę ogrodzenia z siatki, po czym gołymi rękami rozerwał ją i uciekł. Już następnego dnia, czyli 22 sierpnia, policja otrzymała wezwanie do napadu na sklep z telefonami komórkowymi w Petersburgu - według opisu świadków był to Wiaczesław Dacyk, który był poszukiwany przez policję. Na około miesiąc sprawa Dacyka ucichła. Wieczorem 21 września na portalu internetowym RuNet pojawiły się dwa nagrania video z udziałem Dacyka. Po analizie stwierdzono, że owe filmy zostały nagrane w Norwegii, najprawdopodobniej w siedzibie zakazanej w Federacji Rosyjskiej organizacji nacjonalistycznej Unii Słowiańskiej. W pierwszym filmie Dacyk opowiada jak udało mu się przekroczyć granice (nielegalnie), w drugim zaś, przy pomocy tłumacza znajdującego się obok niego, prosi miejscową policję o azyl polityczny w Norwegii (przy czym afiszuje się z bronią palną). Po niedługim czasie Dacyk został zlokalizowany przez policję. 23 września sąd rejonowy w Oslo ogłosił, że konieczne jest osadzenie Rosjanina w areszcie o zaostrzonym rygorze. Dacyk w odpowiedzi na decyzję sądu pozdrowił wszystkich na sali salutem rzymskim. Poinformowano również, że w czasie zatrzymania samego Dacyka, aresztowano jeszcze obywatela Estonii oraz znaleziono w ich studiu tatuażu pięć pistoletów, karabin maszynowy oraz kradzioną kartę członka Norweskich Sił Zbrojnych.
Tego samego dnia rosyjska policja oficjalnie ogłosiła Dacyka uciekinierem, a sąd rejonowy w Petersburgu nakazał go znaleźć i aresztować. Został wysłany za nim międzynarodowy list gończy (m.in. do Interpolu). 18 października władze rosyjskie wysłały do władz norweskich wniosek o ekstradycję Dacyka.
29 października norweski lekarz policyjny przedstawił raport na podstawie rozmów z samym Dacykiem i dostępnych dokumentów, w którym stwierdza, że Dacyk nie cierpi na poważną chorobę psychiczną. Prawnicy Dacyka natomiast byli zdania, że wszystkie potrzebne badania i diagnoza postawiona w Rosji, z której wynika, iż Dacyk cierpi na ową chorobę, są wystarczające i władze norweskie na tej podstawie powinny umożliwić pozostanie Dacykowi w Norwegii. Dacyk twierdził również, że był torturowany przez władze rosyjskie. Tortury miały obejmować stosowanie elektrod przymocowywanych do genitaliów oraz umieszczenie go w żelaznej klatce nago ze skutymi kajdankami rękoma na osiem miesięcy.
Dacyk dwukrotnie próbował popełnić samobójstwo w norweskim więzieniu z powodu izolacji od reszty więźniów. Został umieszczony w izolatce na okres czterech tygodni pomimo postanowienia sądu, które nakazało izolację tylko na jeden tydzień.
Po niedługim czasie wystąpił do sądu z prośbą o skazanie go na maksymalny wymiar pozbawienia wolności, argumentując to tym, iż będzie to miało pozytywny wpływ na jego stan zdrowia (głównie psychiczny) oraz zachowanie. Dacyk w jednym z wywiadów dla norweskich mediów powiedział, że chciałby reprezentować Norwegię jako zawodnik mieszanych sztuk walki.
18 marca 2011 roku Dacyk został deportowany z Norwegii do Rosji.

### Osądzenie i więzienie
7 grudnia 2012 sąd rejonowy w Petersburgu skazał Dacyka na 5 lat pozbawienia wolności za rozboje na salony komórkowe, których się w przeszłości dopuścił oraz oddalił oskarżenie o podpalenie cerkwi w Petersburgu, którego rzekomo również dokonał razem ze wspólnikiem Pawłem Stiepanowem.
W lipcu 2013 został osadzony w kolonii karnej nr 19, w rejonie Archanielska. 2 sierpnia tego samego roku został przeniesiony, tym razem do federalnego więzienia w Uchcie, w którym jest hospitalizowany.

## Lista walk MMA (niepełna)
| Wynik     | Bilans | Przeciwnik             | Rozstrzygnięcie                                     | Runda | Czas | Rozgrywki                               | Data       | Miejsce     | Uwagi                                 |
| --------- | ------ | ---------------------- | --------------------------------------------------- | ----- | ---- | --------------------------------------- | ---------- | ----------- | ------------------------------------- |
| Wygrana   | 14-16  | Jeff Monson            |                                                     |       |      |                                         |            |             |                                       |
| Przegrana | 13-16  | Artem Tarasow          |                                                     |       |      |                                         |            |             |                                       |
| Wygrana   | 13-15  | Andriej Kirsanow       |                                                     |       |      |                                         |            |             |                                       |
| Wygrana   | 12-15  | Roman Sawoszka         |                                                     |       |      |                                         |            |             |                                       |
| Wygrana   | 11-15  | Denis Sobolew          |                                                     |       |      |                                         |            |             |                                       |
| Przegrana | 10-15  | Eduard Woznowicz       |                                                     |       |      |                                         |            |             |                                       |
| Przegrana | 10-14  | Roman Sawoszka         |                                                     |       |      |                                         |            |             |                                       |
| Przegrana | 10-13  | Witalij Achramenko     |                                                     |       |      |                                         |            |             |                                       |
| Wygrana   | 10-12  | Murad Musajew          |                                                     |       |      |                                         |            |             |                                       |
| Przegrana | 9-12   | Andriej Kindricz       |                                                     |       |      |                                         |            |             |                                       |
| Wygrana   | 9-11   | Siergiej Duński        |                                                     |       |      |                                         |            |             |                                       |
| Wygrana   | 8-11   | Wasilij Gorbonos       |                                                     |       |      |                                         |            |             |                                       |
| Wygrana   | 7-11   | Władimir Marinin       |                                                     |       |      |                                         |            |             |                                       |
| Przegrana | 6-11   | Timur Porsukow         |                                                     |       |      |                                         |            |             |                                       |
| Przegrana | 6-10   | Romazi Korkelia        | Dyskwalifikacja                                     | 1     |      | IAFC - Pankration Eurasian Championship | 08.12.2001 | Jarosław    |                                       |
| Wygrana   | 6-9    | Eldanis Safarow        |                                                     |       |      |                                         |            |             |                                       |
| Przegrana | 5-9    | Gela Getsadze          |                                                     |       |      |                                         |            |             |                                       |
| Przegrana | 5-8    | Roman Sawoczka         | TKO (ciosy pięściami)                               | 1     |      | IAFC - Mega-Sphere Open Cup 1           | 03.08.2001 | Moskwa      |                                       |
| Przegrana | 5-7    | Roman Sawoczka         | Poddanie (duszenie zza pleców)                      | 1     | 1:40 | IAFC - Mega-Sphere Open Cup 1           | 03.08.2001 | Moskwa      |                                       |
| Przegrana | 5-6    | Alseldar Abdulchamidow | TKO (ciosy pięściami)                               | 1     |      | IAFC                                    | 01.07.2001 | Machaczkała |                                       |
| Wygrana   | 5-5    | Patrick de Witte       | Poddanie (duszenie zza pleców)                      | 1     | 0:30 | M-1 Russia vs World                     | 27.08.2001 | Petersburg  |                                       |
| Wygrana   | 4-5    | Witalij Martuszow      |                                                     |       |      |                                         |            |             |                                       |
| Przegrana | 3-5    | Witalij Szkraba        | Dyskwalifikacja (wsadzenie palca w oko przeciwnika) | 1     | 3:05 | IAFC - Pankration Russian Championship  | 08.02.2001 | Jarosław    |                                       |
| Wygrana   | 3-4    | Andriej Budnik         | Poddanie (ciosy pięścią)                            | 1     | N/A  | IAFC - Pankration Russian Championship  | 28.08.2000 | Moskwa      |                                       |
| Przegrana | 2-4    | Ramazan Mieżydow       | KO (cios pięścią)                                   | N/A   | N/A  | IAFC - Pankration Russian Championship  | 09.04.2000 | Wołgograd   |                                       |
| Przegrana | 2-3    | Magomied Dżabraiłow    | TKO (przerwanie przez lekarza)                      | 1     | N/A  | IAFC Russian Championship 2000          | 09.04.2000 | Petersburg  |                                       |
| Przegrana | 2-2    | Wadim Kuwatow          | TKO (ciosy pięściami)                               | 1     | N/A  | M-1 Russia Open Tournament              | 05.12.1999 | Petersburg  | półłfinał turnieju M-1 w kat. open    |
| Wygrana   | 2-1    | Stanisław Nuszczyk     | Poddanie (dźwignia skrętowa na staw skokowy)        | 1     | N/A  | M-1 Russia Open Tournament              | 05.12.1999 | Petersburg  | ćwierćłfinał turnieju M-1 w kat. open |
| Przegrana | 1-1    | Martin Malchasjan      | Poddanie (duszenie zza pleców)                      | 1     | 0:58 | M-1 MFC – World Championship 1999       | 09.04.1999 | Moskwa      | półfinał turnieju M-1                 |
| Wygrana   | 1-0    | Andrej Arłouski        | KO (prawy prosty)                                   | 1     | 6:05 | M-1 MFC – World Championship 1999       | 09.04.1999 | Petersburg  | ćwierćfinał turnieju M-1              |